# A Touch of Evil: Live
A Touch of Evil: Live é o quinto álbum ao vivo da banda Judas Priest. Foi gravado durante as turnês mundiais da banda em 2005, 2008 e 2009 e lançado em 14 de julho de 2009. Gravado por Martin Walker e Brian Thorene, A Touch of Evil: Live também marca o primeiro álbum da banda com o produtor Tom Allom, que co-produziu o álbum Ram It Down de 1988.
De acordo com a Billboard, o álbum ao vivo vendeu cerca de 5.300 cópias nos Estados Unidos em sua primeira semana de lançamento e estreou na posição nº 87 no The Billboard 200. A faixa "Dissident Aggressor", originalmente gravada para o álbum de 1977 Sin After Sin, ganhou o Grammy na categoria de Melhor Performance de Metal, em 2010.
| Críticas profissionais                                                      | Críticas profissionais |
| Avaliações da crítica                                                       | Avaliações da crítica  |
| Fonte                                                                       | Avaliação              |
| --------------------------------------------------------------------------- | ---------------------- |
| allmusic                                                                    | [ 3 ]                  |
| Esta tabela precisa de ser acompanhada por texto em prosa. Consulte o guia. |                        |

## Faixas
| N.º | Título                           | Compositor(es)                              | Ano  | Duração |  |
| 1.  | "Judas Rising"                   | Rob Halford, K. K. Downing, Glenn Tipton    | 2005 | 4:23    |  |
| 2.  | "Hellrider"                      | Halford, Downing, Tipton                    | 2005 | 5:37    |  |
| 3.  | "Between the Hammer & the Anvil" | Halford, Downing, Tipton                    | 2008 | 4:34    |  |
| 4.  | "Riding on the Wind"             | Halford, Downing, Tipton                    | 2005 | 3:28    |  |
| 5.  | "Death"                          | Halford, Downing, Tipton                    | 2008 | 7:52    |  |
| 6.  | "Beyond the Realms of Death"     | Halford, Les Binks                          | 2005 | 6:51    |  |
| 7.  | "Dissident Aggressor"            | Halford, Downing, Tipton                    | 2008 | 3:03    |  |
| 8.  | "A Touch of Evil"                | Halford, Downing, Tipton, Chris Tsangarides | 2005 | 6:10    |  |
| 9.  | "Eat Me Alive"                   | Halford, Downing, Tipton                    | 2008 | 4:35    |  |
| 10. | "Prophecy"                       | Halford, Downing, Tipton                    | 2008 | 6:07    |  |
| 11. | "Painkiller"                     | Halford, Downing, Tipton                    | 2005 | 7:12    |  |

## Créditos
Judas Priest
- Rob Halford – vocais
- Glenn Tipton – guitarra
- K. K. Downing – guitarra
- Ian Hill – baixo
- Scott Travis – bateria

Produção
- Produzido por Tom Allom e Judas Priest
- Gravado por Martin Walker e Brian Thorene
- Mixado por Richie Kayvan & Tom Allom
- Masterizado por Kevin Metcalfe
- Arte da capa por Mark Wilkinson
- Fotografia por Ross Halfin e Omar Franchi